# Ondřej Moravec
Ondřej Moravec (Ústí nad Orlicí, 9 giugno 1984) è un ex biatleta ceco.

## Biografia

### Stagioni 2001-2010
Ondřej Moravec, originario di Letohrad e attivo dalla stagione 2000-2001, ai Mondiali juniores di Val Ridanna 2002 ha vinto la medaglia d'argento nella staffetta; ha esordito in Coppa del Mondo il 16 gennaio 2003 a Ruhpolding in staffetta (14º) e ai successivi Mondiali juniores di Kościelisko 2003 ha vinto la medaglia di bronzo nell'individuale, nell'inseguimento e nella staffetta. Ai Mondiali juniores di Alta Moriana 2004 ha conquistato la medaglia d'argento nella staffetta e a quelli di Kontiolahti 2005 la medaglia d'argento nell'individuale.
Ha debutto ai Giochi olimpici invernali a Torino 2006, dove si è classificato 32º nella sprint, 39º nell'inseguimento e 6º nella staffetta, e ai Campionati mondiali ad Anterselva 2007, dove si è piazzato 56º nella sprint, 49º nell'inseguimento, 5º nella staffetta e 8º nella staffetta mista; ai Mondiali di Östersund 2008 è stato 44º nell'individuale, 7º nella staffetta e 12º nella staffetta mista e ai XXI Giochi olimpici invernali di Vancouver 2010 66º nella sprint.

### Stagioni 2011-2015
Ha ottenuto il primo podio in Coppa del Mondo il 5 gennaio 2011 a Oberhof in staffetta (2º) e ai successivi Mondiali di Chanty-Mansijsk 2011 si è classificato 81º nella sprint, 10º nella staffetta e 11º nella staffetta mista; ai Mondiali di Ruhpolding 2012 si è piazzato 12º nell'individuale, 18º nella sprint, 15º nell'inseguimento, 12º nella partenza in linea, 9º nella staffetta e 8º nella staffetta mista e a quelli di Nové Město na Moravě 2013 ha vinto la medaglia di bronzo nella staffetta mista ed è stato 4º nell'individuale, 34º nella sprint, 30º nell'inseguimento, 4º nella partenza in linea e 6º nella staffetta. Il mese dopo ha conquistato la prima vittoria in Coppa del Mondo, il 3 marzo nella partenza in linea di Oslo Holmenkollen.
Il 24 novembre 2013 ha ottenuto a Östersund in staffetta mista la sua seconda e ultima vittoria in Coppa del Mondo e ai successivi XXII Giochi olimpici invernali di Soči 2014 ha vinto la medaglia d'argento nell'inseguimento e nella staffetta mista, quella di bronzo nella partenza in linea e si è classificato 18º nell'individuale, 8º nella sprint e 10º nella staffetta; ai Mondiali di Kontiolahti 2015 ha conquistato la medaglia d'oro nella staffetta mista, quella d'argento nella partenza in lina, quella di bronzo nell'individuale e si è piazzato 9º nella sprint, 9º nell'inseguimento e 6º nella staffetta.

### Stagioni 2016-2021

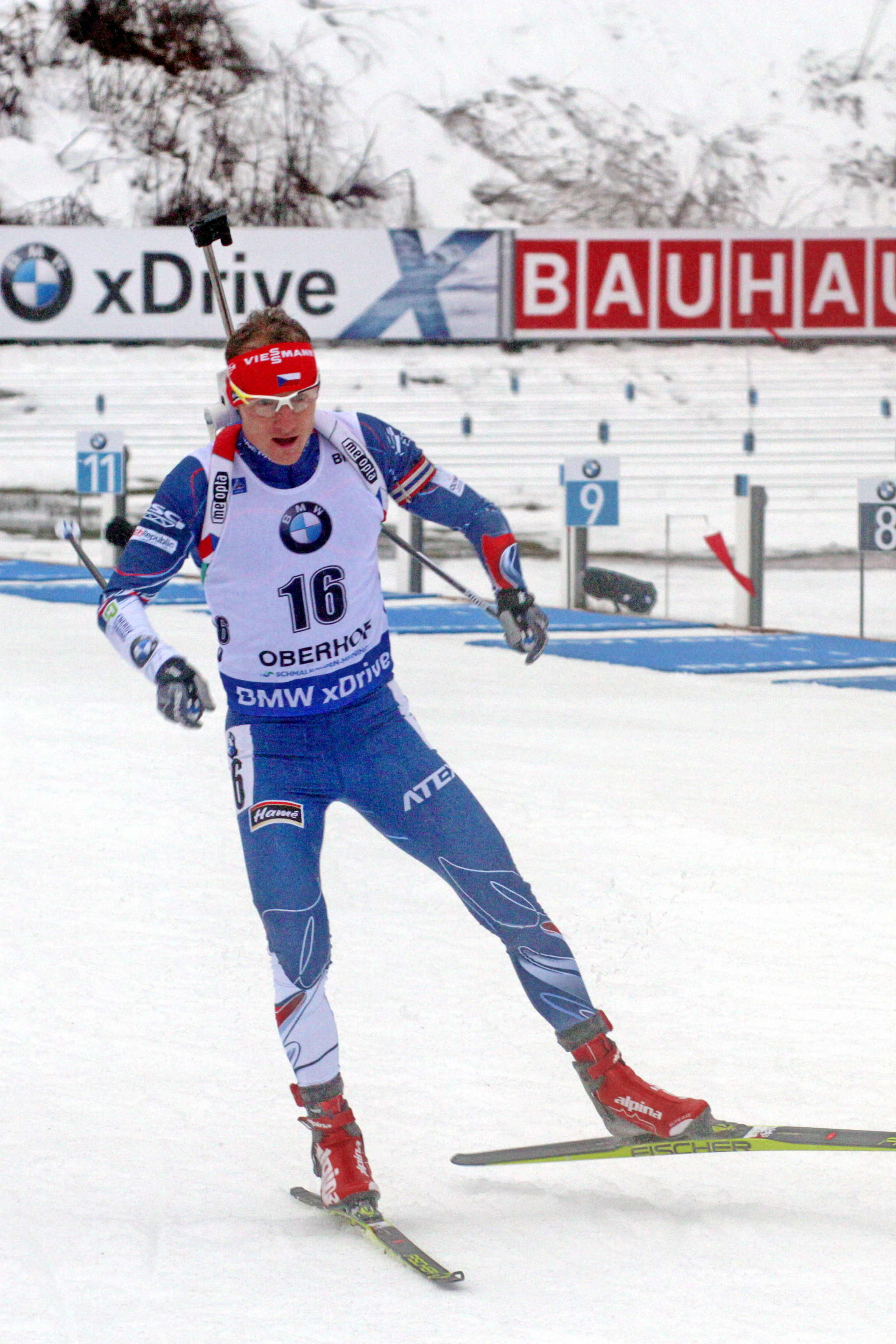
Ondřej Moravec in gara a Oberhof nel 2018

Ai Mondiali di Oslo 2016 è stato 35º nell'individuale, 59º nella sprint e 5º nella staffetta e a quelli di Hochfilzen 2017 ha vinto la medaglia d'argento nell'individuale e si è classificato 5º nella sprint, 5º nell'inseguimento, 16º nella partenza in linea, 10º nella staffetta e 7º nella staffetta mista; il 10 gennaio 2018 ha conquistato l'ultimo podio in Coppa del Mondo, a Ruhpolding in individuale (2º), e ai successivi XXIII Giochi olimpici invernali di Pyeongchang 2018, sua ultima presenza olimpica, si è piazzato 12º nell'individuale, 29º nella sprint, 51º nell'inseguimento, 11º nella partenza in linea, 7º nella staffetta e 8º nella staffetta mista.
Ai Mondiali di Östersund 2019 è stato 37º nell'individuale, 92º nella sprint, 4º nella staffetta, 6º nella staffetta mista e 9º nella staffetta mista individuale, a quelli di Anterselva 2020 ha vinto la medaglia di bronzo nella staffetta mista e si è classificato 16º nell'individuale, 46º nella sprint, 22º nell'inseguimento, 11º nella partenza in linea e 13º nella staffetta e a quelli di Pokljuka 2021, suo congedo iridato, si è piazzato 11º nell'individuale, 54º nella sprint, 45º nell'inseguimento, 13º nella staffetta e 11º nella staffetta mista. Si è ritirato al termine di quella stessa stagione 2020-2021 e la sua ultima gara in carriera è stata la staffetta mista individuale di Coppa del Mondo disputata il 14 marzo a Nové Město na Moravě, chiusa da Moravec al 17º posto.

## Palmarès

### Olimpiadi
- 3 medaglie:
  - 2 argenti (inseguimento, staffetta mista[1] a Soči 2014)
  - 1 bronzo (partenza in linea a Soči 2014)

### Mondiali
- 6 medaglie:
  - 1 oro (staffetta mista[1] a Kontiolahti 2015)
  - 2 argenti (partenza in linea[1] a Kontiolahti 2015; individuale[1] a Hochfilzen 2017)
  - 3 bronzi (staffetta mista[1] a Nové Město na Moravě 2013; individuale[1] a Kontiolhati 2015; staffetta mista[1] ad Anterselva 2020)

### Mondiali juniores
- 6 medaglie:
  - 3 argenti (staffetta a Val Ridanna 2002; staffetta ad Alta Moriana 2004; individuale a Kontiolahti 2005)
  - 3 bronzi (individuale, inseguimento, staffetta a Kościelisko 2003)

### Coppa del Mondo
- Miglior piazzamento in classifica generale: 6º nel 2015
- 15 podi (7 individuali, 8 a squadre), oltre a quelli conquistati in sede olimpica e iridata e validi anche ai fini della Coppa del Mondo:
  - 2 vittorie (1 individuale, 1 a squadre)
  - 9 secondi posti (6 individuali, 3 a squadre)
  - 4 terzi posti (a squadre)

#### Coppa del Mondo - vittorie
| Data             | Località          | Nazione  | Specialità                                                   |
| ---------------- | ----------------- | -------- | ------------------------------------------------------------ |
| 3 marzo 2013     | Oslo Holmenkollen | Norvegia | MS                                                           |
| 24 novembre 2013 | Östersund         | Svezia   | MX (con Veronika Vítková, Gabriela Soukalová e Zdeněk Vítek) |

Legenda:

MS = partenza in linea

MX = staffetta mista